# Dava Sobel

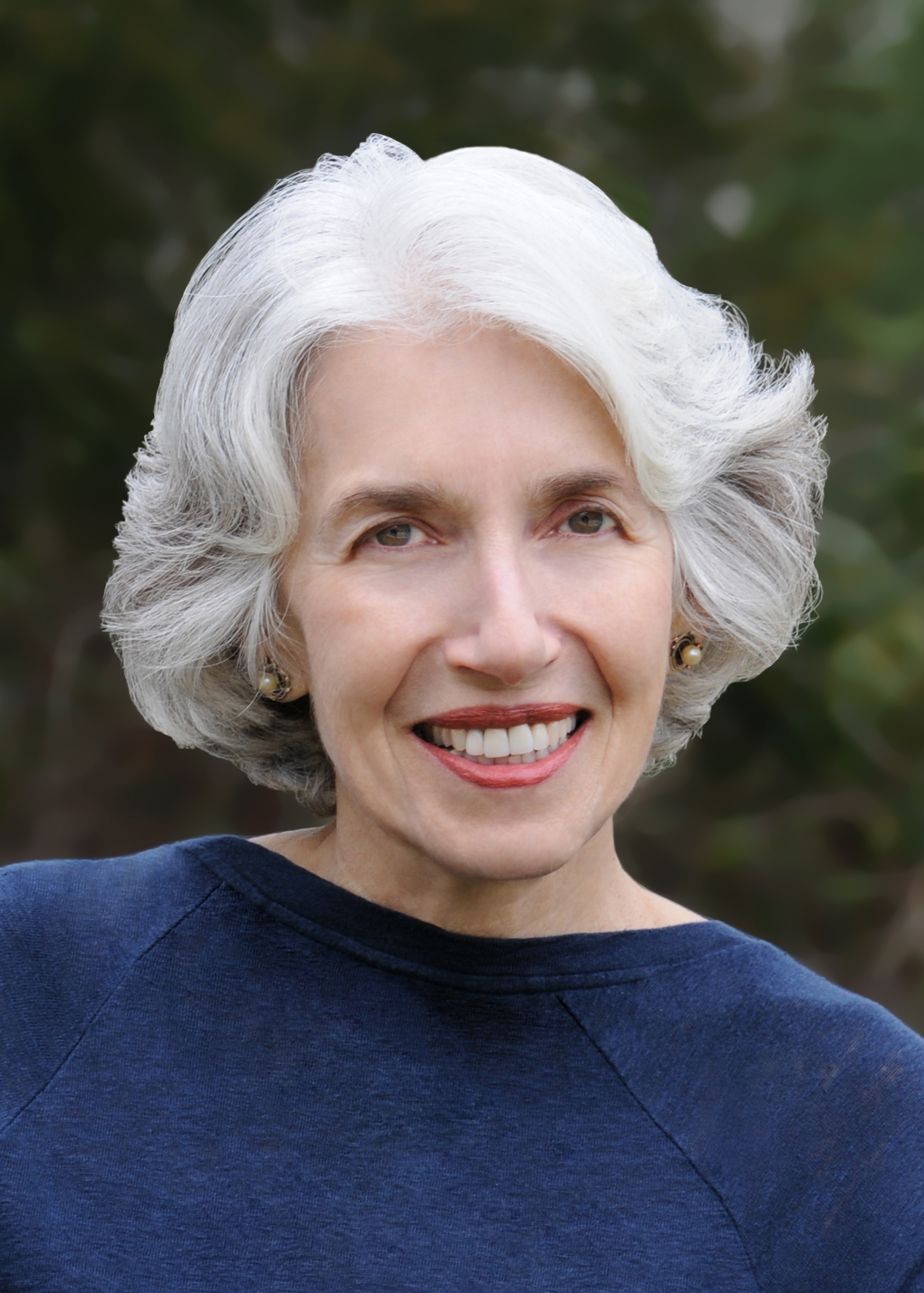
Dava Sobel (2015)

Dava Sobel (* 15. Juni 1947 in der Bronx, New York City) ist eine US-amerikanische Schriftstellerin.

## Leben
Sobel besuchte die Bronx High School of Science und studierte an der Binghamton University. Sie arbeitet als  Wissenschaftsredakteurin bei der New York Times und ist durch ihre populärwissenschaftlichen Bücher auch in Europa bekannt geworden. Sie veröffentlichte zahlreiche Artikel in Zeitschriften wie Harvard Magazine, Life und The New Yorker. Dava Sobel lebt in New York City.
Galileos Tochter beschreibt die Beziehung zwischen Galileo Galilei und seiner Tochter Celeste, die in einem Kloster lebte. Die erhalten gebliebenen Briefe von Vater und Tochter dokumentieren die Widersprüche zwischen Wissenschaft und Religion. Für dieses Buch wurde sie mit dem Los Angeles Times Book Prize ausgezeichnet.
Längengrad beschreibt die Geschichte des Uhrmachers John Harrison (1693–1776), der es sich zum Ziel gesetzt hatte, eine auf See ausreichend genau gehende Uhr zu konstruieren. Obwohl es ihm gelang, was die Längenbestimmung auf See  revolutionierte und damit das Längenproblem löste, musste er als Nicht-Wissenschaftler lange um die Zuerkennung des Akademiepreises kämpfen. Das Buch wurde mit Michael Gambon und Jeremy Irons 1999 für das Fernsehen verfilmt.
Sobels drittes Buch Die Planeten ist eine Hommage auf die Körper des Sonnensystems, ihre starke Unterschiedlichkeit und ihre jeweilige Mythologie. Dichterische Aspekte wie Schönheit, Sphärenmusik oder Genesis werden mit wenig bekannten physikalischen und historischen Fakten verwoben, gemischt mit autobiografischen Elementen und dem Miterleben der frühen Weltraumfahrt.
Der Asteroid (30935) Davasobel wurde 2005 nach der Schriftstellerin benannt.

## Werke (auf Deutsch)
- mit Frank Drake: Signale von anderen Welten. Die wissenschaftliche Suche nach außerirdischer Intelligenz. Bettendorf, Essen 1994; Droemer Knaur, München 1998, ISBN 3-426-77351-1.
- Längengrad. Die wahre Geschichte eines einsamen Genies, welches das größte wissenschaftliche Problem seiner Zeit löste. Berlin Verlag, Berlin 1996; BTV, Berlin 2003, ISBN 3-442-76106-9.
- Galileos Tochter. Eine Geschichte von der Wissenschaft, den Sternen und der Liebe. Berlin Verlag, Berlin 1999; BTV, Berlin 2008, ISBN 978-3-8333-0517-7.
- Die Planeten.  Berlin Verlag, Berlin 2005, ISBN 3-8270-0267-2.
- Und die Sonne stand still. Wie Kopernikus unser Weltbild revolutionierte. Berlin Verlag, Berlin 2012, ISBN 978-3-8270-0894-7.
- Das Glas-Universum. Wie die Frauen die Sterne entdeckten. Berlin Verlag, Berlin 2017, ISBN 978-3-8270-1214-2.
- Die Elemente der Marie Curie. Wie Radium Frauen den Weg in die Wissenschaft leuchtete. Berlin Verlag, Berlin 2025, ISBN 978-3-8270-1524-2.